# تاش‌کوپرو (آدانا)

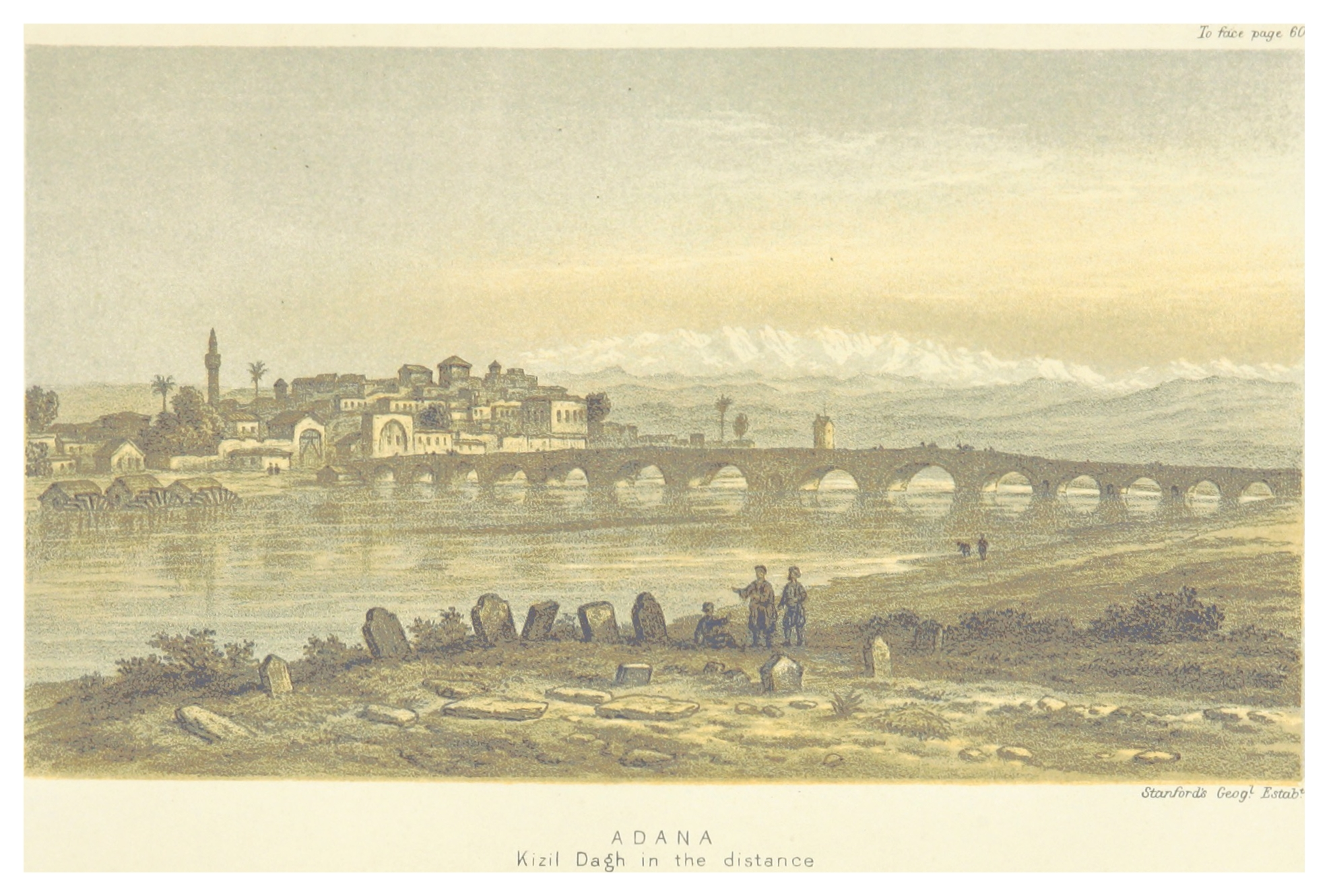
تاش کوپرو، اثر ادوین جان دیویس سال ۱۸۷۹

تاش کوپرو (ترکی استانبولی: Taşköprü) پلی رومی در شهر آدانا در کشور ترکیه است که در رودخانه سیهان قرار دارد و احتمالاً در نیمه اول قرن دوم میلادی ساخته شده‌است. این پل یک حلقه اصلی در مسیرهای تجاری باستان از دریای مدیترانه به آناتولی و ایران بود. این پل تا زمان بسته شدن در سال ۲۰۰۷، یکی از قدیمی‌ترین پل‌های جهان بود که برای تردد وسایل نقلیه استفاده می‌شد. از سال ۲۰۰۷ فقط برای پیاده‌روی کاربری داشت و اکنون میزبان رویدادهای اجتماعی و فرهنگی است.